# Мейфилд, Кёртис
Кёртис Ме́йфилд (англ. Curtis Mayfield, 3 июня 1942, Чикаго, Иллинойс, США — 26 декабря 1999, Розуэлл, Фултон, Джорджия, США) — музыкант (вокалист, басист, гитарист, пианист, саксофонист, ударник) и идеолог афроамериканской музыки (ритм-энд-блюз, соул, фанк).

## Карьера
В конце 1950-х гг. Мейфилд создал с Джерри Батлером и другими товарищами по чикагскому хору вокальный коллектив The Impressions. Большая часть репертуара этой влиятельной группы была написана Мейфилдом, который исполнял свои песни фальцетом, что по тем временам было в новинку.
The Impressions выделялись среди своих конкурентов обострённым вниманием к социальной проблематике. Наряду с Бобом Диланом Мейфилд включился в борьбу чернокожих жителей Америки за свои гражданские права. Во многих песнях он пытался донести до своей аудитории посыл о необходимости гармоничного сосуществования различных этнических и социальных групп. Его гуманистический гимн «People Get Ready» в разные годы исполняли Дилан, Арета Франклин, Vanilla Fudge, Боб Марли и группа U2.
В конце 1960-х Мейфилд бок о бок с Джеймсом Брауном возглавлял музыкальное направление, призывавшее чернокожих жителей Америки гордиться цветом своей кожи (black pride). Характерный пример его творчества тех лет — песня «We’re a Winner», записанная The Impressions в 1967 году.
В 1968 году Мейфилд основал лейбл Curtom Records. Он продолжал активно записываться в течение 1970-х, экспериментируя с тяжёлым гитарным фанком. Новым художественным триумфом музыканта стал саундтрек к фильму «Суперфлай» (1972), в котором Мейфилд обратился к теме конфликтов в негритянских гетто, во многом предвосхитив остросоциальную тематику раннего хип-хопа. Наряду с «What’s Going On» Марвина Гея и «Innervisions» Стиви Уандера этот альбом имел переломное значение в истории ритм-энд-блюза.
В 1990 г. на Мейфилда упала осветительная установка, и музыканта парализовало. С этого времени его здоровье неуклонно ухудшалось. В 1995 г. ему была присуждена премия «Грэмми» за неоценимый вклад в развитие американской музыки, а на исходе тысячелетия журнал Rolling Stone включил его имя в сотню величайших музыкантов эпохи рок-н-ролла.
Умер 26 декабря 1999 года от осложнений сахарного диабета.
В 2001 году вышла композиция «Right On» шотландского дуэта Silicone Soul, в которой используется сэмпл Кёртиса Мейфилда из композиции «Right On For The Darkness» из альбома «Back To The World» 1973 года.

## Дискография

### Студийные альбомы
- Curtis (1970)
- Roots (1971)
- Superfly (1972)
- Back to the World (1973)
- Got to Find a Way (1974)
- Sweet Exorcist (1974)
- There's No Place Like America Today (1975)
- Give, Get, Take and Have (1976)
- Short Eyes (1977)
- Never Say You Can't Survive (1977)
- Do It All Night (1978)
- Heartbeat (1979)
- Something to Believe In (1980)
- The Right Combination (with Linda Clifford) (1980)
- Love is the Place (1982)
- Honesty (1983)
- We Come in Peace with a Message of Love (1985)
- Take It to the Streets (1990)
- New World Order (1997)

### Концертные альбомы
- Curtis/Live! (1971)
- Curtis in Chicago (1973)
- Live in Europe (1988)
- Live at Ronnie Scott’s (1988)

### Сборники
- The Anthology 1961-1977 (1992)
- People Get Ready: The Curtis Mayfield Story (1996)
- The Very Best of Curtis Mayfield (1997)
- Soul Legacy (2001)
- Greatest Hits (2006)